# Pterotaea miscella
Pterotaea miscella là một loài bướm đêm trong họ Geometridae.